# Asociación para el Avance de la Informática y la Computación
La Asociación para el Avance de la Informática y la Computación, o AAIC, es una asociación sin ánimo de lucro, creada en España, el 19 de enero de 2009, formada a raíz de las manifestaciones del sector informático sucedidas en 2008, para la defensa de la informática y la computación en España y la regulación del sector informático en España. Constituida en Salamanca tiene portavoces en las ciudades de Madrid y Málaga, y en la Universidad Politécnica de Madrid y la Universidad de Huelva.

## Fines
Estatutariamente los fines de la Asociación son:
- a) Exponer, explicar y defender ante la sociedad, empresas y administraciones que dirigir y diseñar la creación de sistemas informáticos correctos y de calidad es una tarea compleja que sólo puede ser llevada a cabo por profesionales altamente cualificados que han sido formados especícamente para esta labor.
- b) Promocionar y defender activamente que los estudios oficiales de informática son los únicos que pueden establecer los niveles con los que se puede regular el sector de las tecnologías de la información.
- c) Defender que los títulos de los estudios oficiales de informática denotan una secuencia objetiva de diferentes niveles en el conocimiento de las tecnologías de la información para el ejercicio profesional. Que comienzan en los ciclos formativos medios y termina en los segundos ciclos de universidad.
- d) Velar por la calidad de los estudios oficiales de informática. Trabajar para que los planes de estudio de formación profesional y de universidad de los estudios oficiales de informática sean adecuados al momento tecnológico en el que se encuentran vigentes.
- e) Promover y defender que en las Administraciones Públicas deben existir cuerpos de Informática que desarrollen todas las tareas relativas a los sistemas que hagan tratamiento automático de información.
- f) Promover una correcta cultura de recursos humanos en las empresas del sector de las tecnologías de la información relativa a los anteriores objetivos.
- g) Vigilar constantemente el impacto de las Tecnologías de la Información en la vida social y personal, promoviendo legislaciones que protejan los derechos individuales y colectivos frente al uso indebido de las mismas.
- h) Cooperar con la sociedad a través de sus instituciones, públicas y privadas, principalmente en España y el resto de países de la Unión Europea.
- i) Crear mecanismos para que los socios, estudiantes y titulados de los distintos estudios oficiales de informática, puedan interactuar y compartir conocimientos.
- j) Dialogar y llegar a acuerdos con todas las fuerzas sociales y políticas que puedan ayudar a que cualquiera de los anteriores objetivos se cumpla.
- k) Denunciar públicamente cualquier acción o actividad que pueda ir en contra de cualquiera de los objetivos expuestos anteriormente.

## Historia
La Asociación se gestó durante las manifestaciones y huelgas del sector informático que se sucedieron en la mayoría de las ciudades de España en noviembre de 2008. La cual fue la primera huelga del sector informático, de un país, de la historia. Y se fundó el 19 de enero de 2009, en Salamanca, y define que su ámbito territorial en el que va a realizar principalmente sus actividades, es todo el territorio del Estado.
En noviembre de 2009, la AAIC volvió a convocar manifestaciones con motivo del aniversario de las de 2008,  y además convocó la primera manifestación virtual de la historia, contra el Ministerio de Industria de España, la cual fue prohibida por el gobierno.
Desde noviembre de 2009, AAIC edita y publica la Revista Avances en Informática y Computación.
En julio de 2010 organizó el I Congreso Sociedad de la Información e Ingeniería Informática.